# تپه پنج پیران
تپه پنج پیران مربوط به دوره صفوی است و در لاهیجان، فلکه سردار جنگل، خیابان کیاموسوی، اول کوچه نصیحت‌گزار واقع شده و این اثر در تاریخ ۱۲ دی ۱۳۸۶ با شمارهٔ ثبت ۲۰۴۳۶ به‌عنوان یکی از آثار ملی ایران به ثبت رسیده است.
تپه پنج پیران در مختصات جغرافیایی ۳۷ درجه و ۱۲ دقیقه و ۳/۵ ثانیه عرض شمالی و ۴۹ درجه و ۵۹ دقیقه و ۲۹/۵ ثانیه طول شرقی نسبت به سطح آب دریاهای آزاد قرار دارد. این تپه حدود ۱/۵ متر از سطح زمین‌های اطراف بلندتر و تپه‌ای است تقریباً مسطح، سطح تپه پوشیده از گیاهان انبوه همراه با خار و خاشاک و درختان آزاد است.
به دلیل ساختن جاده کمربندی رشت قسمتی تپه پنج پیران تخریب شد.